# ケニー・レイボーン
ジョージ・ケネス・レイボーン（George Kenneth "Kenny" Rayborn、1974年11月22日 - ）は、アメリカ合衆国ミシシッピ州出身の元プロ野球選手（投手）。台湾球界での登録名は雷鵬。

## 経歴
1997年のMLBドラフト17巡目でボストン・レッドソックスと契約。メジャーに昇格することはできず、マイナーリーグ及びアメリカ独立リーグのチームを転々としていた。
2005年シーズン途中に広島東洋カープに入団。7月17日に一軍登録され、その日の対阪神タイガース戦（阪神甲子園球場）に初登板。勝ち星は付かなかったものの、最速150km/hのストレートを武器に阪神打線を7回無失点に抑え、チームの勝利に貢献した。当時のチーム状況と自身の名前から、翌日のスポーツ新聞等で「チームに光をもたらした」と称された。しかし、良い時は抑えるが悪い時は序盤に大量失点をしてしまい、最終的に防御率は5点台と期待外れに終わった。11月18日、戦力外通告を受けて退団。
その後、台湾のLa Newベアーズに移籍。登録名は雷鵬。2006年シーズンは16勝5敗の成績を挙げる活躍を見せた。アジアシリーズでは、予選の対北海道日本ハムファイターズ戦で先発し、8回途中まで無失点と好投した。
アジアシリーズ終了後の12月8日、韓国のSKワイバーンズと契約。2007年のアジアシリーズにも出場し、2年連続で日本の球団との対戦を果たした。中日ドラゴンズとの決勝戦に先発し、好投していたが5回に突如乱れて降板。その後SK打線の奮起もあり、自身に黒星は付かなかったもののチームは敗れ準優勝に終わった。NPBのレギュラーシーズン終了後、横浜ベイスターズがレイボーンの獲得調査を進めていると報じられたが、実際に獲得に動くことはなくSKに残留することになった。
2008年もSKで活躍し、チームの韓国シリーズ連覇に貢献した。アジアシリーズに出場するため来日し、決勝での登板が予定されていたが、チームが台湾代表・統一セブンイレブン・ライオンズに敗れ決勝進出を逃したため、登板機会はなかった。オフの12月30日にSKを退団。
2009年は当初、アメリカ独立リーグのアトランティックリーグに加盟するサザンメリーランド・ブルークラブスに所属していたが、8月14日に台湾の統一セブンイレブン・ライオンズと契約した。
2010年は再びサザンメリーランド・ブルークラブスでプレー。
2011年の4月に再び統一セブンイレブン・ライオンズと契約したが、3試合の先発に終わり、7月に解雇された。

## プレースタイル・人物
最速150km/hを超すストレートを軸に、スライダー・カーブ・シュートなどの多彩な変化球を投げ分ける。
下半身が柔軟で、台湾球界時代には一塁ベースカバーで送球を受けた際に股割りを披露した。

## 詳細情報

### 年度別投手成績
| 年 度     | 球 団     | 登 板 | 先 発 | 完 投 | 完 封 | 無 四 球 | 勝 利 | 敗 戦 | セ 丨 ブ | ホ 丨 ル ド | 勝 率 | 打 者 | 投 球 回 | 被 安 打 | 被 本 塁 打 | 与 四 球 | 敬 遠 | 与 死 球 | 奪 三 振 | 暴 投 | ボ 丨 ク | 失 点 | 自 責 点 | 防 御 率 | W H I P |
| --------- | --------- | ----- | ----- | ----- | ----- | -------- | ----- | ----- | -------- | ----------- | ----- | ----- | -------- | -------- | ----------- | -------- | ----- | -------- | -------- | ----- | -------- | ----- | -------- | -------- | ------- |
| 2005      | 広島      | 11    | 11    | 1     | 1     | 0        | 3     | 5     | 0        | 0           | .375  | 295   | 64.0     | 64       | 7           | 38       | 1     | 4        | 41       | 5     | 0        | 42    | 36       | 5.06     | 1.59    |
| 2006      | La New    | 24    | 24    | 1     | 0     | 0        | 16    | 5     | 0        | 0           | .762  | 692   | 162.2    | 139      | 4           | 63       | 0     | 10       | 120      | 8     | 0        | 55    | 35       | 1.94     | 1.24    |
| 2007      | SK        | 32    | 32    | 1     | 0     | --       | 17    | 8     | 0        | 0           | .680  | 800   | 184.2    | 167      | 13          | 86       | 0     | 13       | 98       |       |          | 74    | 67       | 3.27     | 1.37    |
| 2008      | SK        | 26    | 26    | 0     | 0     | 0        | 5     | 3     | 0        | 0           | .625  | 587   | 133.2    | 129      | 9           | 65       | 0     | 10       | 68       |       |          | 55    | 49       | 3.30     | 1.45    |
| 2009      | 統一      | 7     | 7     | 0     | 0     | 0        | 5     | 1     | 0        | 0           | .833  | 194   | 45.1     | 49       | 1           | 15       | 0     | 4        | 28       | 3     | 0        | 15    | 14       | 2.78     | 1.41    |
| 2011      | 統一      | 3     | 3     | 0     | 0     | 0        | 0     | 2     | 0        | 0           | .000  | 63    | 11.2     | 21       | 1           | 5        | 0     | 0        | 6        | 0     | 0        | 17    | 15       | 11.57    | 2.23    |
| NPB：1年  | NPB：1年  | 11    | 11    | 1     | 1     | 0        | 3     | 5     | 0        | 0           | .375  | 295   | 64.0     | 64       | 7           | 38       | 1     | 4        | 41       | 5     | 0        | 42    | 36       | 5.06     | 1.59    |
| CPBL：3年 | CPBL：3年 | 34    | 34    | 1     | 0     | 0        | 21    | 8     | 0        | 0           | .724  | 949   | 219.2    | 209      | 6           | 83       | 0     | 14       | 154      | 11    | 0        | 87    | 64       | 2.62     | 1.32    |
| KBO：2年  | KBO：2年  | 58    | 58    | 1     | 0     | 0        | 22    | 11    | 0        | 0           | .667  | 1387  | 318.1    | 296      | 22          | 151      | 0     | 23       | 166      |       |          | 129   | 116      | 3.28     | 1.40    |

### 記録
NPB投手記録
- 初登板・初先発：2005年7月17日、対阪神タイガース11回戦（阪神甲子園球場）、7回無失点
- 初奪三振：同上、2回裏に矢野輝弘から空振り三振
- 初勝利・初完投・初完封：2005年8月10日、対ヤクルトスワローズ12回戦（明治神宮野球場）

NPB打撃記録
- 初打点：2005年8月3日、対読売ジャイアンツ13回戦（広島市民球場）、2回裏に高橋尚成から遊撃ゴロの間に記録
- 初安打：2005年9月18日、対中日ドラゴンズ18回戦（広島市民球場）、6回裏にルイス・マルティネスから右前安打

### 背番号
- 70 （2005年）
- 48 （2006年）
- 60 （2007年 - 2008年）
- 32 （2009年）
- 46 （2011年）